# دان غريم
دان غريم (بالإنجليزية: Dan Grimm)‏ هو لاعب كرة قدم أمريكية أمريكي، ولد في 7 فبراير 1941 في بيري في الولايات المتحدة، وتوفي في 3 مايو 2018 في مقاطعة لينكن في الولايات المتحدة.

## وصلات خارجية
- دان غريم على موقع مرجع كرة القدم المحترفة.كوم (الإنجليزية)